# Pelochelys briboni
La tortuga gigante de caparazón blando del sur de Nueva Guinea (Pelochelys bibroni) es una especie de tortuga del género Pelochelys, perteneciente a la familia Trionychidae. Fue descrita científicamente por Owen en 1853. En ocasiones es cazada por la población local por su carne o huevos, su consumo puede provocar una grave intoxicación alimentaria llamada quelonitoxismo.

## Distribución
Se encuentra en el sur de Nueva Guinea.